# Štrbovac
Štrbovac (izvirno srbsko Штрбовац) je naselje v Srbiji, ki upravno spada pod Občino Babušnica; slednja pa je del Pirotskega upravnega okraja.

## Demografija
V naselju živi 112 polnoletnih prebivalcev, pri čemer je njihova povprečna starost 65,5 let (65,1 pri moških in 66,0 pri ženskah). Naselje ima 65 gospodinjstev, pri čemer je povprečno število članov na gospodinjstvo 1,77.
To naselje je, glede na rezultate popisa iz leta 2002, večinoma srbsko, a v času zadnjih treh popisov je opazno zmanjšanje števila prebivalcev.
|  |

| Demografija | Demografija     | Demografija     |
| Leto        | Št. prebivalcev | Št. prebivalcev |
| ----------- | --------------- | --------------- |
|             |                 |                 |
|             |                 |                 |
|             |                 |                 |
|             |                 |                 |
| 1948        | 952             |                 |
| 1953        | 958             |                 |
| 1961        | 913             |                 |
| 1971        | 668             |                 |
| 1981        | 390             |                 |
| 1991        | 192             | 192             |
| 2002        | 115             | 115             |
|             |                 |                 |

| Etnična sestava po popisu iz leta 2002 | Etnična sestava po popisu iz leta 2002 | Etnična sestava po popisu iz leta 2002 | Etnična sestava po popisu iz leta 2002 | Etnična sestava po popisu iz leta 2002 |
| -------------------------------------- | -------------------------------------- | -------------------------------------- | -------------------------------------- | -------------------------------------- |
| Srbi                                   | Srbi                                   |                                        | 113                                    | 98,26%                                 |
| Romi                                   | Romi                                   |                                        | 2                                      | 1,73%                                  |
| Neznano                                | Neznano                                |                                        | 0                                      | 0,0%                                   |